# For Those About to Rock: Monsters in Moscow
For Those About to Rock: Monsters in Moscow ist ein Konzertfilm über den Auftritt des Hard-Rock- und Heavy-Metal-Musikfestival Monsters of Rock in Moskau im Jahr 1991. Veröffentlicht im Jahr 1992, produziert von Wayne Isham, hat der Film eine Länge von 84 Minuten.

## Hintergrund
Am 28. September 1991 fand auf dem Militärflugplatz Moskau-Tuschino in Moskau vor grob geschätzten 1.600.000 Zuschauern das größte Monsters-of-Rock-Festival aller Zeiten statt. Die russische Band EST veröffentlichte mehrere Live-CDs von diesem Konzert. Ausschnitte sind außerdem u. a. auf dem Metallica-Video A Year And A Half und der 3 Vulgar Videos From Hell-DVD von Pantera zu sehen. Des Weiteren gibt es von diesem Festival eine offizielle VHS/DVD namens For those about to Rock. Das Billing wurde weitgehend vom Mutterfestival in Donington übernommen, allerdings waren Mötley Crüe und Queensryche nicht dabei, stattdessen Pantera und EST:
1. Pantera
1. Cowboys from Hell (Anselmo, D. Abbott, V. Abbott, Brown)
2. Primal Concrete Sledge (Anselmo, D. Abbott, V. Abbott, Brown)
3. Psycho Holiday (Anselmo, D. Abbott, V. Abbott, Brown)

2. EST
1. „Bully“

3. The Black Crowes
1. Stare It Cold (Robinson, Robinson, Cease, Colt, Gorman)
2. Rainy Day Women No. 12 & 35 (Dylan)

4. Metallica
1. Enter Sandman (Hammett, Hetfield, Ulrich)
2. Creeping Death (Hetfield, Ulrich, Burton, Hammett)
3. Fade to Black (Hetfield, Ulrich, Burton, Hammett)
4. Harvester of Sorrow (Hetfield, Ulrich)

5. AC/DC
1. Back in Black (Young, Young, Johnson)
2. Highway to Hell (Young, Young, Scott)
3. Whole Lotta Rosie" (Young, Young, Scott)
4. For Those About to Rock (We Salute You) (Young, Young, Johnson)